# Enrico Canfari
Enrico Canfari (ur. 16 kwietnia 1877 w Genui, zm. 22 października 1915 w Monte San Michele) – włoski piłkarz i działacz piłkarski. Drugi w historii prezes Juventusu.
Podobnie jak jego brat Eugenio Canfari Był jedną z trzynastu osób-założycieli Juventusu. W latach 1900–1901 reprezentował barwy turyńskiego klubu. W roku 1903 i 1904 grał dla mediolańskiej drużyny AC Milan.